# Valentino Carrera
Valentino Carrera (Torino, 19 dicembre 1834 – Torino, 12 ottobre 1895) è stato un drammaturgo italiano.

## Biografia
Nato da Luigi Carrera e da Luigia Tossatti, Valentino Carrera lavorò presso la direzione delle gabelle fino al 1878, quando si licenziò per dedicarsi a tempo pieno alla scrittura e all’attività teatrale.
Il suo esordio letterario e teatrale avvenne nel 1859, con il dramma a sfondo sociale Il lotto, che risultò anche il suo primo lavoro rappresentato.Il dramma rivela già lo scopo primario che Carrera si prefigge con la sua produzione, quello di rinnovare la commedia popolare.
Due anni dopo pubblicò Cronaca della difesa del Lago Maggiore nel 1859 (1861), e subito dopo pubblicò il libro Perlaghi ed Alpi: preregrinazioni di uno zingaro.
Giosuè Carducci, recensì le sue opere su La Nazione, il 20 febbraio 1862, evidenziandone "una certa disposizione alla descrizione pittoresca, alle osservazioni interiori", e l’uso di un linguaggio "stranamente figurato e astratto".
Carrera scrisse varie commedie a tesi: la sentenziosa Chi s'aiuta Iddio l'aiuta, l'opera allegorica Concordia, la commedia di costume La dote (1864), la farsa Una notte passa presto, il dramma sociale O l'una o l'altra (1867), due drammi fantastici, L'incubo e Il conte Orazio (1871).
Il suo primo vero successo arrivò nel 1870, con La quaderna di Nanni, con cui ottenne anche premi al concorso drammatico di Firenze  e consensi della critica teatrale.
Carrera, che ammirava G. Giraud, approfondì la realtà popolare nella parodia La guardia borghese fiamminga (1871) e nel dramma sociale Il capitale e la mano d'opera (1872).
Dopodiché scrisse La nuova scuola degli avvocati (1874), Galateo nuovissimo (1875), grazie alla quale ricevette l'onorificenza di cavaliere, Scarabocchio e Il danaro del comune (1876), Alla prova del dolore (1890), Di chi la colpa (1894).
Nella produzione di Carrera l'impegno morale, l'arguzia nell'osservazione della società, un certo senso dell’umorismo vanno di pari passo con una grande enfasi, e con un disinvolto uso di effetti e improvvisazione.

## Opere
- Il lotto (1859);
- Cronaca della difesa del Lago Maggiore nel 1859 (1861);
- Chi s'aiuta Iddio l'aiuta;
- Concordia;
- La dote (1864);
- Una notte passa presto;
- O l'una o l'altra (1867);
- L'incubo;
- La quaderna di Nanni (1870);
- Il conte Orazio (1871);
- La guardia borghese fiamminga (1871);
- Il capitale e la mano d'opera (1972);
- La nuova scuola degli avvocati (1874);
- Galateo nuovissimo (1875);
- Scarabocchio (1876);
- Il danaro del comune (1876);
- Alla prova del dolore (1890);
- Di chi la colpa (1894).